# Ајда Б. Велс
Ајда Б. Велс (енгл. Ida B. Wells; Холи Спрингс, 16. јул 1862 — Чикаго, 25. март 1931) била је афроамеричка новинарка, новинска уредница, говорница, суфражеткиња, социолог и лидерка покрета за људска права.
Својим текстовима је указала је проблем линчовања у Сједињеним Америчким Државама, показујући јавности да је ово био чест начин контролисања и кажњавања Афроамериканаца. Активно је учествовала у борби за женска права, укључујући право гласа и основала је неколико значајних женских организација.